# أوتريليت
الأوتريليت (Ottrelite) هو نوع من ال كلوريتويد. صيغته المجملة هي (Mn,Fe,Mg)2Al4Si2O10(OH)4.